# Theresa Breslin
Theresa Breslin (...) è una scrittrice e educatrice scozzese, interessata principalmente alla letteratura per adolescenti e autrice di 25 romanzi, cinque dei quali sono stati pubblicati anche come audiolibri e sceneggiati.

## Biografia
Iniziò a scrivere da adolescente; quando una vicina fonderia chiuse, si sentì ispirata a scrivere un libro su di essa e sulle sofferte conseguenze per la gente del luogo.
Il suo romanzo Whispers in the Graveyard, su un ragazzo dislessico, ha vinto la Medaglia Carnegie nel 1994. Divided City è il suo ottavo romanzo nel catalogo della casa editrice Doubleday.
The Medici Seal (Il Sigillo dei Medici) è l'ultimo suo romanzo (pubbl. agosto 2006), risultato di intensa ricerca svolta in Italia, tra Firenze ed Imola a studiare le principali opere di Leonardo da Vinci, tra cui L'ultima cena e i luoghi della Gioconda .  The Medici Seal è  una storia di intrighi, omicidi e tradimenti - seguendo le vicende di Matteo mentre viaggia con Leonardo attraverso l'Italia sotto il patrocinio di Cesare Borgia. Ma Matteo porta un drammatico segreto dentro di sé – un segreto per il quale sia i Borgia che i Medici sono pronti ad uccidere.
A breve, Breslin pubblicherà il suo ultimo sforzo storico-letterario: The Nostradamus Prophecy (La Profezia di Nostradamus), ambientato nella Francia di un'altra Medici: la regina Caterina.

## Opere
- (EN)  Across the Roman Wall
- (EN)  Blair Makes a Splash  - 4 Stories
- (EN)  Blair, the Winner!  - 4 Stories
- (EN)  Bodyparts
- (EN)  Bullies at School
- (EN)  Death or Glory Boys
- (EN)  Different Directions
- (EN)  Divided City
- (EN)  The Dream Master
- (EN)  Dream Master - Arabian Nights
- (EN)  Dream Master - Gladiator
- (EN)  Dream Master - Nightmare!
- (EN)  Duncan of Carrick
- (EN)  A Homecoming for Kezzie
- (EN)  Kezzie
- (EN)  The Medici Seal
- (EN)  Missing
- (EN)  Name Games
- (EN)  New School Blues
- (EN)  The Nostradamus Prophecy
- (EN)  Prisoner in Alcatraz
- (EN)  Remembrance
- (EN)  Saskia's Journey
- (EN)  Simon's Challenge
- (EN)  Starship Rescue
- (EN)  Time to Reap
- (EN)  Whispers in the Graveyard
  -  Lista bibliografica di libri di Theresa Breslin
disponibili in Italia in lingua inglese, su unilibro.it.

## Premi e riconoscimenti
- Vincitrice della Carnegie Medal for Children's Literature - per Whispers in the Graveyard
- Eletta membro onorario della Scottish Library Association per la sua eccellente attività di promozione della Letteratura/Lettura per Bambini
- Scottish Writers CD ROM (Project Manager) – Nomina al Bafta
- Selezionata dalla American Library Association per il miglior libro per giovani adulti, e dalla Biblioteca Pubblica di New York per la classe Teen Age 2003.
- Premio Civico dalla Strathkelvin.
- Vincitrice del Premio Scottish Book Trust "Migliore del decennio".
- Vincitrice del Premio Young Book Trust's Kathleen Fidler col romanzo Simon's Challenge.
- Vincitrice del Premio Sheffield Children's Book Award - "romanzo lungo"

### Selezioni ad altri premi
- The Children's Book Award (due volte)
- The Angus Book Award
- The Lancashire Book Award
- The Moray Book Award
- North-East Book Award
- The Sheffield Book Award (due volte)
- South Lanark Book Award
- The Stockton Book Award